# Nuôi chim

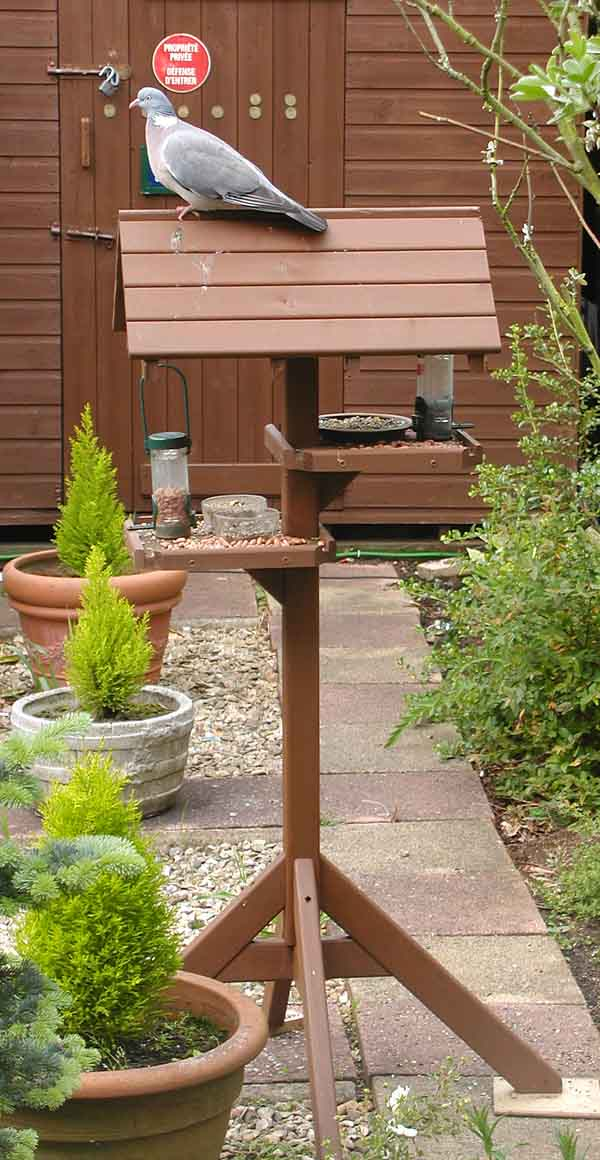

Nuôi chim là hoạt động nuôi nhốt, chăm sóc những con chim phục vụ cho các mục đích khác nhau của con người như nuôi các loài chim thuần hóa để lấy thịt, trứng, các công dụng khác, hoặc nuôi các loài chim hoang dã để làm cảnh (chơi chim) vì vẻ đẹp hay tiếng hót hay hoặc để chọi nhau. Nuôi chim thường phải có lồng hoặc chuồng chim.

## Một số loài

### Nuôi cho sản phẩm
Bồ câu nhà được nuôi tại nhiều nước để lấy thịt bồ câu đây là loài tương đối dễ nuôi. Nuôi chim bồ câu không đòi hỏi kỹ thuật chăm sóc, chi phí cao mà hiệu quả nhanh. Chim bồ câu siêu thịt, có thể nặng từ 1,2 kg trở lên, dễ nuôi, nhanh lớn, ít bệnh, sinh sản tốt. Một số giống bồ câu nhà có thể tận dụng từ sản phẩm nông nghiệp dư thừa như: đậu nành xấu, ngô, lõi ngô, rau cỏ đem nghiền thành cám viên cho chim bồ câu ăn. Chim bồ câu nhà đòi hỏi chuồng nuôi thoáng mát.
Việc nuôi chim bồ câu nhà trong trại có nhiều tiện lợi, không những thời gian có ánh nắng dài, mà còn có thể lợi dụng tia tử ngoại để diệt khuẩn. Chim bồ câu rất nhạy cảm với ánh sáng. Sự đẻ trứng chỉ phụ thuộc vào một phần ánh sáng nhưng sự ấp trứng lại phụ thuộc chặt chẽ vào yếu tố ánh sáng. Bản năng ấp trứng của bồ câu phụ thuộc vào thời gian chiếu sáng ban ngày tối thiểu là 13 giờ. Tạo thói quen, dù có đi ăn xa khi đến giờ ăn chim rủ nhau về nhà để ăn thức ăn quen thuộc.
Một số loài chim cút được nuôi với số lượng lớn trong các trang trại. Chúng bao gồm chim cút Nhật Bản, cũng được biết đến như là chim cút coturnix, được nuôi giữ chủ yếu để sản xuất trứng cút và thịt chim cút được bán rộng khắp thế giới. Tại Trung Quốc, người ta đã có lịch sử nuôi chim cút hàng ngàn năm vì sớm phát hiện ra lợi ích về dinh dưỡng và trị bệnh trong đông y nên còn gọi là sâm động vật và được coi trọng.
Nuôi chim cút lấy trứng và bán thương phẩm tương đối dễ, ít tốn công chăm sóc. Thức ăn của chim cút chủ yếu là cám. Để nuôi chim cút đạt hiệu quả cao, người nuôi cần vệ sinh chuồng trại thật kỹ, đảm bảo khô ráo, thông thoáng thì cút ít bị bệnh, cần chọn con giống khỏe. Đối với cút đẻ trứng cần chọn con mái khỏe, đảm bảo thức ăn đầy đủ, thường xuyên, Cần tiêm phòng vắc-xin và các loại thuốc phòng chống dịch bệnh.

### Nuôi làm cảnh
Các loài chim nuôi làm cảnh gồm Chào mào, Chích chòe, Chim khướu, Cu gáy, Họa mi, Vành khuyên, Sơn ca, Nhồng, cưỡng, sáo sậu, Vẹt, Két, Yến Phụng, hoàng anh, hoàng yến, bạch yến. Nuôi công dễ như nuôi gà nhưng thu nhập thì cao gấp nhiều lần. Đầu tư ít, chuồng trại đơn giản, nhân giống nhanh, một con công mái đẻ mỗi năm 3 lứa khoảng 30 - 36 quả trứng, cho ấp điện 26 - 30 ngày thì nở.
Ngoài ra còn có thú nuôi độc lạ như đại bàng. Chim săn mồi, trong đó có đại bàng vốn được coi biểu tượng của quyền lực. Thú chơi chim săn mồi đã xuất hiện trên thế giới khoảng 40 năm, tuy vậy nó mới du nhập vào Việt Nam trong những năm gần đây. Ở nước ngoài, diều núi đã trở thành vật nuôi làm cảnh nhiều năm nay. Đối với loài chim bay lượn nhiều, việc bổ sung calci để tạo khung xương và đôi cánh vững chắc là quan trọng. Thức ăn của những loại chim săn này thường là thịt, đặc biệt là những loại thịt có xương như chim cút, bồ câu, chim sẻ, thỏ, chuột đồng, tuy nhiên lại hạn chế các loại thịt nhiều mỡ, đạm như thịt heo, không được cho đại bàng ăn đồ lạnh hay đồ ôi thiu vì chim sẽ bị tiêu chảy.